# Духовое (Саратовская область)
Духовое — упразднённый в 2001 году посёлок в Аркадакском районе Саратовской области. Располагался у реки Хопёр, на территории современного Большежуравского муниципального образования. В XXI веке — урочище.

## География
Расположен на западе региона, в пределах Окско-Донской равнины, в среднем течении реки Хопёр, у озёра Духовое, примерно в 1500 метрах от деревни Подрезенки.

## История
Поселок входил в состав Подгоренского округа Аркадакского района.
Согласно постановлению Саратовской областной думы от 30.01.2001 года № 50-2306, исключен из учётных данных объединённого муниципального образования Аркадакского района Саратовской области как прекративший своё существование.

## Транспорт
В соседней деревне Подрезенка проходит автомобильная дорога регионального значения «Аркадак — Баклуши» (идентификационный номер 63-000-000 ОП РЗ 63К-00056) (Приложение N 2 к постановлению Правительства Саратовской области от 6 мая 2008 г. N 175-П «Перечень автомобильных дорог общего пользования регионального или межмуниципального значения, расположенных на территории Аркадского муниципального района Саратовской области»).